# Ежмановице (Малопольское воеводство)
Ежманови́це (пол. Jerzmanowice) — село в Польше в сельской гмине Ежмановице-Пшегиня Краковского повета Малопольского воеводства. Административный центр сельской гмины Ежмановице-Пшегиня.

## География
Село располагается при государственной дороге № 94 в 27 км от административного центра воеводства города Краков.
Село располагается на Олькушской возвышенности, входящей в систему Краковско-Ченстоховской возвышенности.
Село состоит из нескольких частей, которые имеют собственные наименвоания: Госцинец, Гура, Еолоня-Всходня, Колоня-Заходня, Копанины, Кшеменьце, Лепянка, В-Доле, За-Вежой и Жарновец.

## История
Первое упоминание о селе относится к 1335 году. В это время оно упоминается как «Вилла-Германи» (villa Hermani). В более поздних документах село упоминается как «Yrzmanowicz». В 1406 году впервые село называется современным наименованием. В позднем средневековье село принадлежало польской короне. В 1827 году в Ежмановице находилось 114 домохозяйств с 832 жителями.
С 1973 года по 1976 год село было административным центром гмины Ежмановице. В 1975—1998 годах село входило в состав Краковского воеводства.

## Население
По состоянию на 2013 год в селе проживало 2687 человек.
| 2010 | 2013 |
| ---- | ---- |
| 2574 | 2687 |

| Перепись  | Всего   | Всего | Женщины | Женщины | Мужчины | Мужчины |
| --------- | ------- | ----- | ------- | ------- | ------- | ------- |
| Единицы   | человек | %     | человек | %       | человек | %       |
| Население | 2687    | 100   | 1372    |         | 1315    |         |

## Социальная структура
В селе действует начальная школа имени святой Ядвиги, гимназия № 1 имени Краковской академии и спортивный «Płomień Jerzmanowice».

## Туризм

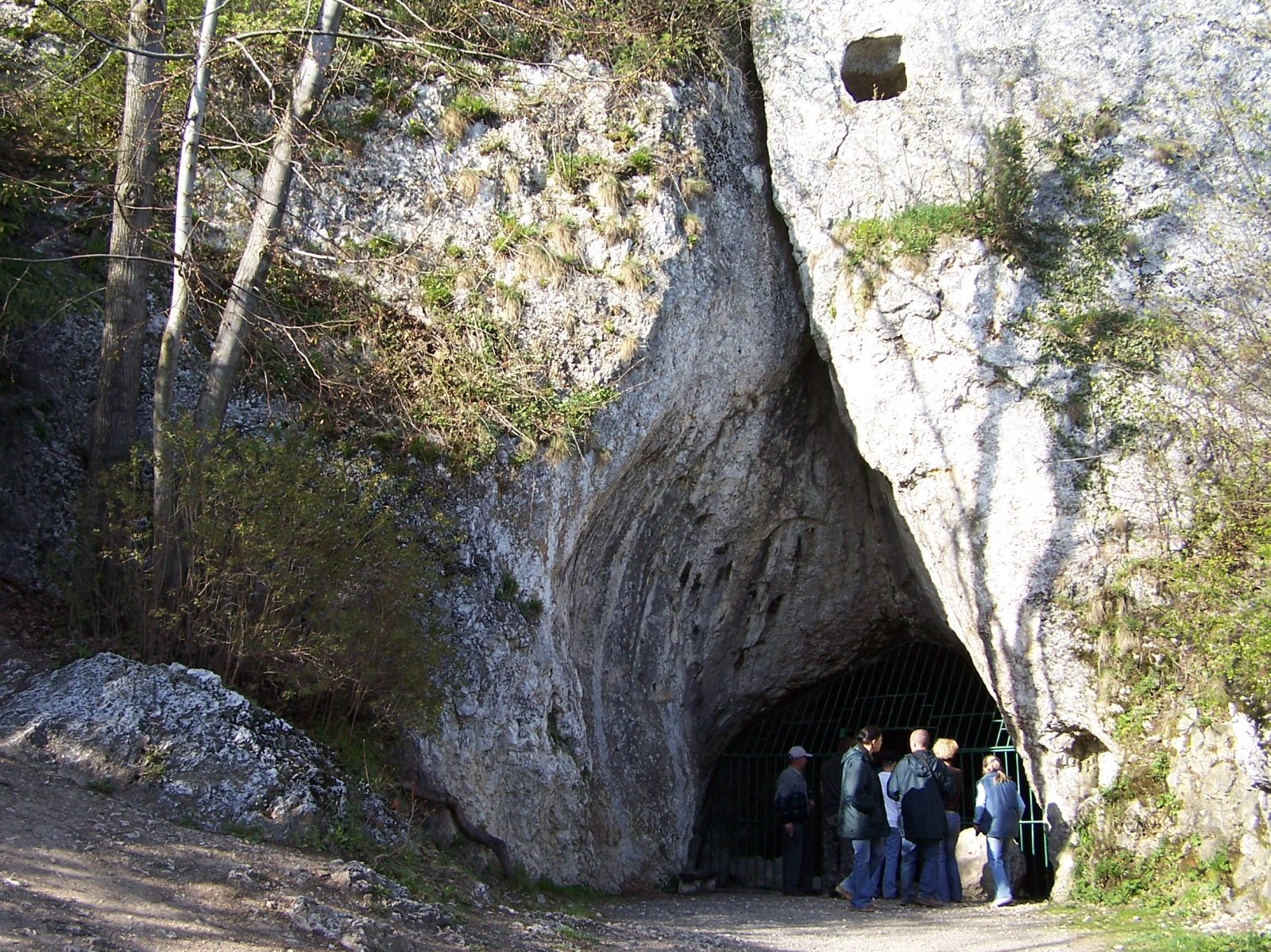
Нетопежовая пещера

Село находится в верхней части Бендковской долины, которая входит в состав ландшафтного парка «Долинки-Краковске». В поблизости от села находится Ойцовский национальный парк и скалы из так называемой группы «Останьце-Ежмановские». 33 скалы имеют статус памятников природы. В окрестностях села находятся один из самых высоких холмов Олькушской возвышенности холм Гродзиско (512,8 над уровнем моря), скалы Остры-Камень и Велька-Скала.
Через село проходит пеший и велосипедный туристические маршруты.
Пешеходный маршрут
- Голубой маршрут. Начинается в селе Рудава, проходит через сёла Радвановице, Кобыляны, всю Бендковскую долину, Ежмановице и заканчивается в Ойцовском национальном парке.

Велосипедный маршрут
- Зелёный маршрут. Начинается в селе Болеховице (Малопольское воеводство)Болеховице, проходит через скалы «Болеховицкие ворота», Болеховицкую долину, лес возвышенности Кшемёнка, горную часть Болеховицкой долины около Нетопежовой пещера и далее через Ежмановице до долины Шклярки.

## Достопримечательности
Памятники культуры Малопольского воеводства
- Церковь святого Варфоломея, построенная в 1830 году (№ А-483[5]).
- Часовня святого Иоанна Крестителя, построенная в 1696 году (№ А-646).